# Malinów
Der Malinów ist ein Berg in Polen. Mit einer Höhe von 1115 m ist er einer der höheren Berge  im Barania-Kamm in den Schlesischen Beskiden. Der Berg ist ein beliebtes Touristenziel mit vielen Ausblicken auf die benachbarten Gebirge und das Tiefland. Er liegt auf der Grenze der Stadtgemeinden Szczyrk und Wisła.

## Tourismus
- Auf den Gipfel führen mehrere markierte Wanderwege von Szczyrk und Wisła